# Oxford County, Maine
Oxford County är ett administrativt område i delstaten Maine, USA. Oxford är ett av sexton countyn i staten och ligger i den västra delen i Maine. År 2010 hade Oxford County 57 833 invånare. Den administrativa huvudorten (county seat) är Paris.

## Geografi
Enligt United States Census Bureau har countyt en total area på 5 633 km². 5 382 km² av den arean är land och 251 km² är vatten.

### Angränsande countyn
- Franklin County, Maine - nordöst
- Androscoggin County, Maine - öst
- Cumberland County, Maine - sydöst
- York County, Maine - syd
- Carroll County, New Hampshire - sydväst
- Coos County, New Hampshire - väst
- gränsar till Kanada - nord

### Kommuner
- Andover
- Brownfield
- Byron
- Canton
- Denmark
- Fryeburg
- Gilead
- Greenwood
- Hanover
- Hartford
- Hebron
- Hiram
- Lovell
- Newry
- Norway
- Otisfield
- Paris (huvudort)
- Peru
- Porter
- Rumford
- Stoneham
- Stow
- Sumner
- Sweden
- Upton
- Waterford
- Woodstock